# Antetonitrus
Antetonitrus là một chi khủng long, được Yates & Kitching mô tả khoa học năm 2003.